# Диниш I
Дини́ш (Диони́сий) I Португальский по прозвищу Земледелец (порт. Dinis (Diniz) I de Portugal "o Lavrador"; 9 октября 1261[…], Лиссабон — 7 января 1325[…], Сантарен, Сантарен) — король Португалии с 1279 года. Из Бургундской династии, сын короля Афонсу III и его супруги, принцессы Беатрисы Кастильской.

## Биография
Афонсу III Булонский, его отец, часто привлекал принца Диниша как наследника трона разделить с ним обязанности по управлению государством. К моменту его вступления на трон Королевство Португалия вновь оказалось втянутым в дипломатические конфликты с Католической церковью. Диниш подписал благоприятствующее церкви соглашение с папой и поклялся защищать интересы церкви в Португалии. В этой связи он предоставил убежище рыцарям ордена тамплиеров, подвергавшимся преследованиям во Франции, и создал орден Христа, призванный продолжить традиции ордена Храма.
Поскольку Реконкиста была окончена, и Португалия полностью освобождена от владычества мавров, Диниш правил как король-администратор, а не король-воин — эпоха войн сменилась периодом просвещения. Однако, короткой войны между Кастильско-Леонским королевством и Португалией все же не удалось избежать, и предметом спора было обладание городами Серпа и Мора. После этого конфликта войны не велись: он был незаурядно миролюбивым монархом для этого бурного периода европейской истории. Португалия была признана, наконец, независимым государством всеми её соседями, и Диниш подписал в 1297 году пакт о границах с Фердинандом IV Кастильским, действительный по сегодняшний день. К окончанию правления Диниша в 1325 году Португалия встала полностью на равных с другими королевствами Пиренейского полуострова.
Последние дни правления Диниша были омрачены внутренними конфликтами. Конфликтующими были его двое сыновей: Афонсу, законный наследник, и Афонсу Саншес, его побочный сын, которые часто ссорились из-за знаков оказываемого королевского внимания.
Диниш I был похоронен в монастыре Сан-Диниш-де-Одивелаш. Меч обнаружили в 2020 году. До этого гробница была вскрыта в 1938 году, но меч оставался скрытым.

## Государственная деятельность

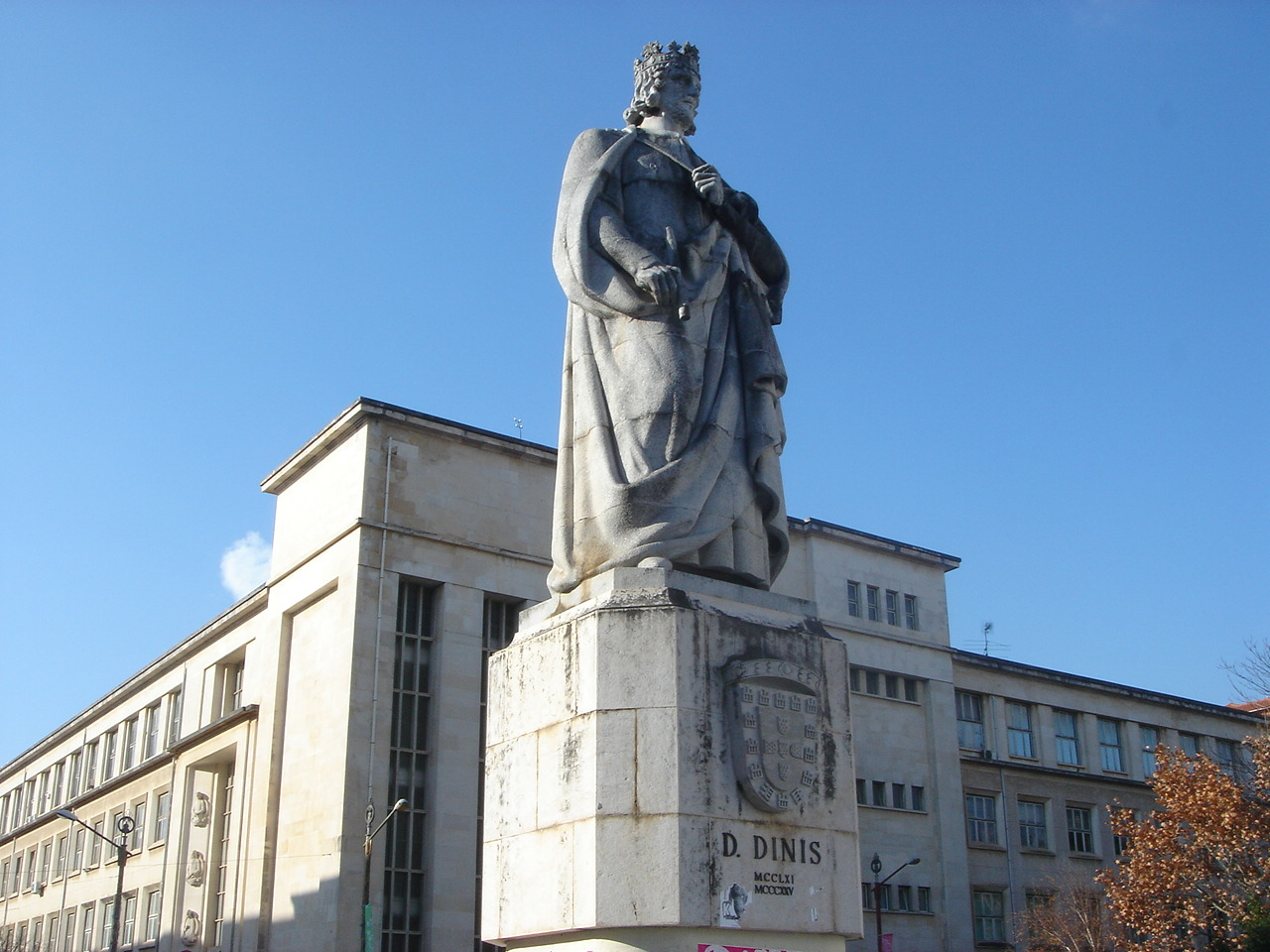
Памятник Динишу I в Коимбре

Главным приоритетом Диниша были организационные реформы в стране. Он продолжил политику своего отца по формированию законодательства и централизации власти. Он обнародовал ядро португальских гражданского и уголовного кодексов, защищающих низшие классы от притеснений и вымогательства. Как король, он постоянно путешествовал по стране, разрешая различные проблемы и искореняя несправедливость. По его приказу было построено множество крепостей, созданы новые города и даны привилегии городов нескольким существующим поселениям. Со своей супругой, принцессой Изабеллой Арагонской, Диниш приложил большие усилия для улучшения положения бедных и учредил несколько социальных институтов.
Всегда заботящийся об инфраструктуре страны, Диниш приказывал разведывать месторождения угля, серебра, олова и железа, и излишки разработок направлялись на экспорт, в другие страны Европы. Первое Португальское торговое соглашение было подписано с Англией в 1308 году.
Диниш так же основал португальский флот под командованием генуэзского адмирала и приказал построить несколько доков. Его главным делом было развитие и стимулирование сельской инфраструктуры, чему он и обязан своим историческим прозвищем, Земледелец. Диниш перераспределял земли, поощрял сельское хозяйство, организовывал сообщества земледельцев и проявлял персональный интерес в налаживании экспорта. Он основал регулярные ярмарки во многих городах и следил за их функционированием. Одним из его главных достижений была защита сельскохозяйственных земель от наступающих прибрежных песков посадкой знаменитой корабельной рощи в Лейрии. Этот лес существует в Португалии по сей день, являясь одним из крупнейших, и известен как Pinhal de Leiria.

## Творчество и просветительство
Дон Диниш внёс большой вклад в развитие культуры Португалии. Диниш I является одним из величайших и плодовитых галисийско-португальских поэтов Средних веков, снискав славу «короля-поэта» (Rei-Poeta), «короля-трубадура» (Rei-Trovador). Дон Диниш, также как и его дед, кастильский король Альфонсо X Мудрый, сочинял кантиги. Бесспорно его авторство 137 одноголосных песен на галисийско-португальском языке из которых 73 кантиги о любви, 51 кантига о друге, 10 кантиг насмешки и злословия и 3 пасторали. Из этого числа с музыкальной нотацией сохранилось только семь кантиг о любви в обнаруженном в 1990 году «Пергаменте Шаррера» (ок. 1300 г.). Одна из кантиг о любви из «Пергамента Шаррера» — «Любил, люблю и буду век любить» — была переведена Еленой Голубевой:

| Quix bem, amigus, e quer' e querrey hunha molher que me quis e quer mal e querrá, mays nõ vos direy eu qual [é] a molher; mays tanto vos direy: quix ben e quer’e querrei tal molher que me quis mal sempr’e querra e quer. Quix e querrey e quero mui gran bẽ a quen mi quis mal e quer e querrá, mays nũca homem per mí saberá quẽ é, pero direy-vos hũa rẽ: quix bẽ e quer’e querrey tal molher, que me quis mal sempr’e querrá e quer. Quix e querrey e quero bẽ querer a quẽ me quis e quer, per bõa fe, mal, e querrá; mays nõ direy quẽ é, mays pero tãto vos quero dizer: quix bẽ e quer’e querrey tal molher, que me quis mal sempr’e querrá e quer. Цит. приближенно к орфографии Cancioneiro da Vaticana — V 113 | Любил, люблю и буду век любить ту, что не любит, не любила, нет, и не полюбит. Кто она — секрет, который я не смею вам открыть. Скажу одно: любя, любовь отдам не любящей меня прекраснейшей из дам. Любил, люблю, готов любовь отдать красавице, которая меня не ждет, не любит, не любила дня ни одного. Страшусь её назвать. Скажу одно: любя, любовь отдам не любящей меня прекраснейшей из дам. Любил, люблю, не разлюблю вовек ту, что не любит, ту, что холодна всегда ко мне. Дознаться, кто она не сможет ни единый человек! Скажу одно: любя, любовь отдам не любящей меня прекраснейшей из дам. Перевела Елена Голубева |

При правлении короля-трубадура был составлен сборник кантиг O Livro das Trovas del Rey D. Denis, который впоследствии под провансальским влиянием стал называться Cancioneiro de D. Dinis. Диниш I не оставил завещания на своё литературное наследие. Возможно, что этот сборник достался его незаконнорождённому сыну Афонсу Саншесу (Afonso Sanches, 1289—1329). Рукопись не сохранилась, но по её образцу были составлены дошедшие до наших дней другие сборники галисийско-португальских кантиг.
В дни правления Диниша I Лиссабон стал одной из главных научных и культурных столиц Европы. Его декретом Magna charta privilegiorum в 1290 году в Лиссабоне был учрежден один из старейших в Европе и первый в Португалии университет (позднее был переведен в Коимбру).

## Потомки Диниша

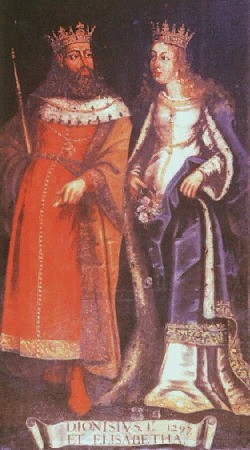
Диниш I и Изабелла

- От супруги, принцессы Изабеллы Арагонской (1270—1336)
  - Констанса, принцесса Португалии (1285—1313), вышла замуж за Фердинанда IV, короля Кастилии и Леона
  - Афонсу IV (1291—1357), король Португалии (1325—1357)

- Побочные дети (включая, но не ограничивая)
  - Жуан, сеньор Лоузаны (Lousã, 1280—1325)
  - Фернан Саншес (1280—1329)
  - Педру Афонсу (1287—1354), 3-й граф де Барселуш
  - Афонсу Саншес (1289—1329), сеньор де Альбуркерке и соперник своего брата Афонсу IV
  - Мария Афонсу (1290—1340), сеньора Гибралеона
  - Мария Афонсу (1302—1320), монахиня в монастыре Сан-Диниш в Одивелаш, дочь Бранки Лоренсу Валадареш, родной тетки Инеш де Каштру.

## Издания сочинений
- Cantus coronatus: 7 cantigas d’El-Rei Dom Dinis / ed. Manuel Pedro Ferreira. Kassel: Edition Reichenberger, 2005 (факсимиле, современная транскрипция и научный комментарий).